# Piekło (Wola Żydowska)
Piekło – część wsi Wola Żydowska w Polsce, położona w województwie świętokrzyskim, w powiecie pińczowskim, w gminie Kije.
W latach 1975–1998 Piekło administracyjnie należało do województwa kieleckiego.